# Vila Boa de Ousilhão
A Vila Boa de Ousilhão é uma povoação portuguesa sede da Freguesia de Vila Boa de Ousilhão do Município de Vinhais, freguesia com 7,63 km² de área e 138 habitantes (censo de 2021), tendo, por isso, uma densidade populacional de 18,1 hab./km².

## História
Situada num dos contrafortes baixos da Serra de Nogueira, já foi um local de alguma opulência rural quase independente do meio urbano. A produção agrícola concorriam para aquela autonomia distante dos poderes central e até local. Em termos de poder central, o povo limitava-se a pouco mais que ouvir falar no Rei e, a nível local, habitavam nos arredores alguns condes e marqueses. O seu cancioneiro, que comunga das típicas características transmontanas é tão prolixo em baladas portuguesas como castelhanas.[carece de fontes?]

## Demografia
A população registada nos censos foi:
| Distribuição da População por Grupos Etários | Distribuição da População por Grupos Etários | Distribuição da População por Grupos Etários | Distribuição da População por Grupos Etários | Distribuição da População por Grupos Etários |
| -------------------------------------------- | -------------------------------------------- | -------------------------------------------- | -------------------------------------------- | -------------------------------------------- |
| Ano                                          | 0-14 Anos                                    | 15-24 Anos                                   | 25-64 Anos                                   | > 65 Anos                                    |
| 2001                                         | 17                                           | 15                                           | 83                                           | 80                                           |
| 2011                                         | 8                                            | 16                                           | 74                                           | 86                                           |
| 2021                                         | 5                                            | 9                                            | 54                                           | 70                                           |

## Património
- Igreja Paroquial de Vila Boa de Ousilhão